# Belén García Espinar
Belén García Espinar   (l'Ametlla del Vallès, 26 de juliol de 1999) és una pilot de curses i saltadora de perxa catalana. Actualment competeix a les W Series.
El 2021, García va debutar a les W Series al Circuit d'Österreichring on va acabar la cursa 4a. Va acabar la temporada 10è a la classificació final amb 28 punts.
El 2022, va ser emparellada amb la pilot valenciana Nerea Martí a l'equip Quantfury. García va sumar punts en les quatre primeres curses de la temporada, abans d'aconseguir el seu primer podi al Circuit de Paul Ricard amb la 2a posició.